# محمد جورمز
محمد غورماز (بالتركية: Mehmet Görmez)‏ (1 يناير 1959) هو عالم دين تركي ورئيس الشؤون الدينية التركية، ورئيس معهد التفكر الإسلامي في أنقرة

## عن حياته
ولد في قضاء نيزيب التابع لمدينة غازي عنتاب.
- درس في جامعة القاهرة ونال شهادة الماجستير عام 1990م عن رسالته الموسومة «موسى جار الله: حياته وآراؤه ومؤلفاته»
- نال شهادة الدكتوراه عام 1995 م عن رسالته الموسومة «المشاكل المنهجية في فهم وتفسير السنة والأحاديث».

## رئاسته الشؤون الدينية التركية
أصبح رئيس الشؤون الدينية التركية سنة 2010 م خلفًا لعلي بارداق أوغلو، وفي سنة 2015م أعاد مجلس الوزراء التركي تعيينه مجدداً في منصبه ونُشر قرار إعادة التعيين في الجريدة الرسمية ليصبح ساري المفعول اعتباراً من يوم الأربعاء 11 نوفمبر من السنة المذكورة.

## وصلات خارجية
- الموقع الرسمي